# René Van Laken
René Franciscus Van Laken (28 maart 1938 - 7 augustus 2016) was een Vlaams muziekleraar en gitarist, vooral bekend als lid van de Antwerpse groep De Strangers tussen 1968 en 1976.
Van Laken versterkte De Strangers voor het eerst in 1968, toen lid Alex Boeye vanwege een nierziekte lange tijd in het ziekenhuis moest verblijven. Van Laken was actief bij de groep betrokken, maar uitsluitend als muzikaal begeleider. In 1976 zei hij zijn carrière bij de groep vaarwel omdat deze steeds moeilijker te combineren viel met zijn beroep als muziekleraar. 
Hij was het derde Strangers-lid dat overleed.